# Brzeżno
Pour les articles homonymes, voir Brzeźno.
Brzeżno (anciennement Briesen bei Schivelbein en allemand) est une localité polonaise, siège de la gmina rurale de Brzeżno située dans le powiat de Świdwin en voïvodie de Poméranie-Occidentale. Elle se trouve à environ 12 km au sud de Świdwin et 80 km au nord-est de la capitale régionale Szczecin.

## Géographie

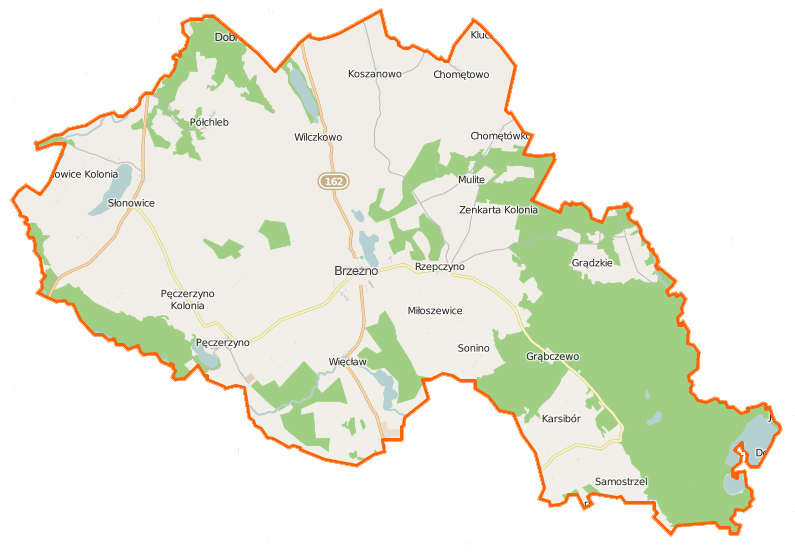
Carte de la gmina de Brzeżno.